# Петров, Григорий Гаврилович
Григорий Гаврилович Петров (1909, станица Кавказская, теперь Кавказского района Краснодарского края, Российская Федерация — ?) — советский партийный деятель, 2-й секретарь Каменец-Подольского обкома КП(б)У, 1-й секретарь Кировоградского обкома КП(б)У. Депутат Верховного Совета УССР 2-3-го созывов.

## Биография
Родился в семье рабочего. В 1926 году вступил в ряды комсомола, работал на руководящей комсомольской работе.
Член ВКП(б) с 1930 года.
До 1933 года работал на руководящей комсомольской и советской работе в Курганинском районе на Кубани.
В 1933—1938 годах — помощник начальника политического отдела по комсомолу Лихачёвской машинно-тракторной станции (МТС) Харьковской области, заместитель директора Лихачёвской МТС.
В 1938—1939 годах — 2-й секретарь Алексеевского районного комитета КП(б)У Харьковской области, 1-й секретарь Шевченковского районного комитета КП(б)У Харьковской области.
В 1939—1944 годах — секретарь Харьковского областного комитета КП(б)У по кадрам. Во время Великой Отечественной войны организовывал партизанское движение на Харьковщине.
В 1944—1946 годах — 2-й секретарь Каменец-Подольского областного комитета КП(б)У.
В марте 1946—1949 годах — 1-й секретарь Кировоградского областного комитета КП(б)У.
С 1949 года — слушатель Высшей партийной школы при ЦК КП(б)У.
В 1952—1958 годах — заместитель министра сельского хозяйства СССР.

## Награды
- орден Ленина (23.01.1948)
- орден Красной Звезды
- другие ордена
- медаль «Партизану Отечественной войны» I степени
- другие медали